# Kaserngränden
Kaserngränden är en återvändsgata söder om Otterhällan och nordost om Kungshöjd i stadsdelen Inom Vallgraven i centrala Göteborg. Den är cirka 110 meter lång och har infart från Kungsgatan samt rundar Telegrafhuset i väster och söder mot Kaserntorget i öster. Gatan är parallell med Kungshöjdsgatan och Hvitfeldtsgatan, men har ett annat höjdläge. Gatan är numrerad 1-2.

## Historik
Gatan nämns första gången 1883. Gränden låg vid Borgerskapets kasern som uppfördes 1793-1799 för Garnisonsregementet i Göteborg men redan 1801 flyttade istället Kungliga Göta artilleriregemente in - se Kaserngatan. År 1900 uppgavs gränden vara 133 meter lång, med en medelbredd av 4,7 meter och med en yta av 625 kvadratmeter..
Längs med stenmuren i grändens västra och södra del finns ett trettiotal markerade p-platser.

## En kärlekssaga från Kungshöjd

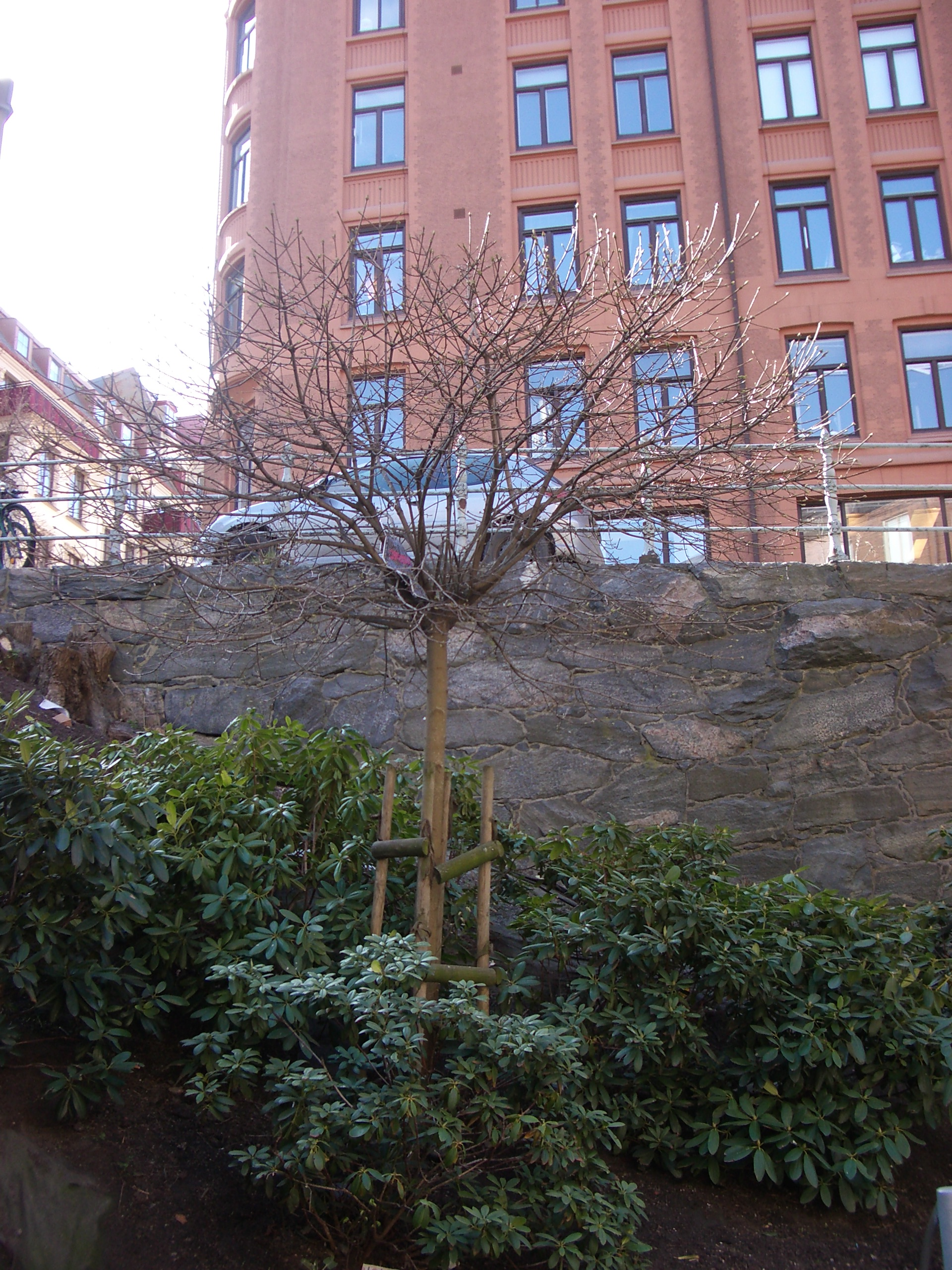
Poppeln vid Kaserngränden nedanför Kungshöjdsgatan minner om kärlekssagan mellan "Vackra Lena" och hennes Einar.

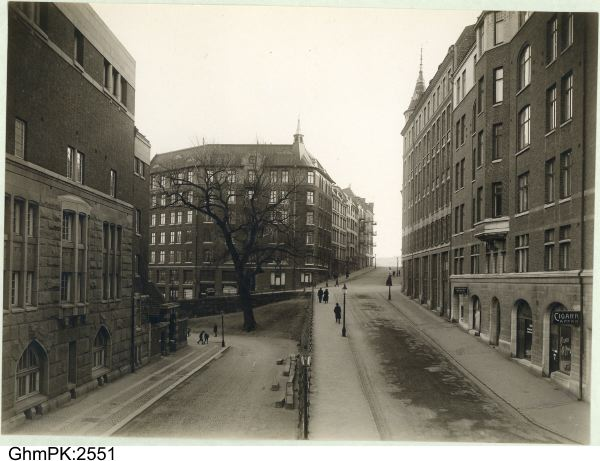
Kaserngränden med poppeln och Kungshöjdsgatan i Göteborg sedda från Södra Liden – till vänster Telegrafhuset, 1922. Bildsamlingen, Göteborgs stadsmuseum.

Bakom Telegrafverkets hus står en poppel – Populus Nigra - en efterträdare till en äldre poppel som troligen planterades 1838 på samma plats. Den äldre poppeln hotades ett flertal gånger av fällning. Om detta har det vid åtskilliga tillfällen skrivits romantiska historier i pressen, bland annat i Göteborgs-Posten den 21 juli 1958:
"Påskveckan 1908 gjorde jag första gången bekantskap med Göteborg. Vid Kaserntorget höll de på att riva Götarnas gamla kaserner. Fem år senare invigdes Nya Telegrafverket, som det då kallades. Där Hvitfeldtsgatan och Kungshöjdsgatan skär varandra stod ett träd, om vilket en gammal man berättade följande: 
"Vid denna plats bodde i slutet av 1830-talet och i början av 1840-talet en ung marketenterska, kallad "vackra Lena". Hon var trolovad med en steward på en ostindiefarare. I ett brev till sin kära Lena sände han en gång två små kvistar, som skulle planteras vid hennes fönster. Levde de båda var han i livet annars... Sticklingarna trivdes bra och stewarden Einar Albom kom lyckligt hem 1841 eller 1842. - Så blev det resa igen och de båda träden tycktes trivas bra. Fram på sommaren 1843 tynade emellertid det ena trädet bort. Lena fick onda aningar och på hösten samma år fick hon meddelande om att hennes Einar låg på Indiska Oceanens botten. Han hade dött i en svår sjukdom. Det var ett hårt slag för Lena. Så voro dock träden sända med kärlek, planterade och vårdade med kärlek i ett slags telegrafi. Vackra Lena avslog alla friareanbud och dog, älskad och saknad av många, år 1899, 80 år gammal."
"Så långt den gamle mannen. När Telegrafverket 1913 invigdes och skulle sända tusentals telegram och telefonsamtal, tänkte jag på det gamla trädet - Populus nigra - vars föregångare sjuttio år tidigare sänt ett slags telegram till vackra Lena. Än står det en svartpoppel kvar och minner om trogen kärlek och telegrafi." -  Carl Stehr 
"Vackra Lena" hette egentligen Lena Pihl, och poppeln har därefter gått under benämningen "Kärlekspoppeln". På sommaren 1994 knäcktes större delen av trädets krona, men kunde räddas genom att stammen sågades av en bit ovanför det nedre grenverket. Dessutom planterades sticklingar på platsen.